# Pyatenkoite-(Y)
La pyatenkoite-(Y) è un minerale appartenente al gruppo dell'hilairite.